# Patrimoine culinaire du canton de Fribourg
 (janvier 2015).
Le canton de Fribourg fabrique diverses spécialités gastronomiques, comme la cuchaule et les viandes fumées. 

## Cuchaule
De forme ronde, la cuchaule est un pain brioché dont la croûte brune a été dorée à l’œuf et entaillée. Sa composition inclut du safran. Associé à la moutarde de bénichon, il est traditionnellement consommé au petit déjeuner, le matin de la bénichon, ou en apéritif (en petits morceaux tartinés de beurre puis de moutarde).
Une sentence arbitrale de 1558 contient la plus ancienne attestation du mot cuchaule (cussiole) ; il n'existe cependant pas de précision sur la recette de cette époque. Des sources montrent que le safran apparaît dans la recette à la fin du XIXe siècle et que la cuchaule faisait partie du menu de bénichon dans les années 1850 : la chanson populaire Dzaquet de Courtion évoque cette brioche beurrée et l’auteur du récit Idylle gruérienne (1852) la mentionne dans son énumération des mets.
Au début des années 2000, des discussions à propos d’une éventuelle demande d’IGP pour ce produit ont eu lieu au sein de l’association des boulangers. Finalement le projet ne s’est pas concrétisé.
La question de la première utilisation du safran dans la cuchaule n’a pas encore été élucidée. Au XVe siècle, les Fribourgeois aisés pouvaient acheter du safran chez les apothicaires de Fribourg. Un article consacré à l’ancienne cuisine fribourgeoise, paru dans les Nouvelles Étrennes Fribourgeoises (n°32, 1898), fait allusion aux condiments exotiques dans la confection des mets et précise que le Gouvernement fribourgeois a fixé, en 1428, les doses précises des mélanges d’épices pour la cuisine ; le safran apparaît dans la recette de la poudre fine, de la poudre commune et celle de la poudre de poivre commune.

## Viandes fumées
En 2006, une demande d’AOC a été déposée pour le jambon de la borne. La question de la matière première a freiné l’évolution du dossier durant des années. Celui-ci a été relancé en 2011 à la suite de la reconnaissance de la « régionalité » des porcs par l’OFAG (La Liberté, 15 avril 2011).
Le jambon se traduit en patois par la tsanbèta, et en singinois par Hamma (Hamme dans la région du Lac).

## Source du texte
- « Patrimoine culinaire », sur fr.ch